# Birger Anneus Hall

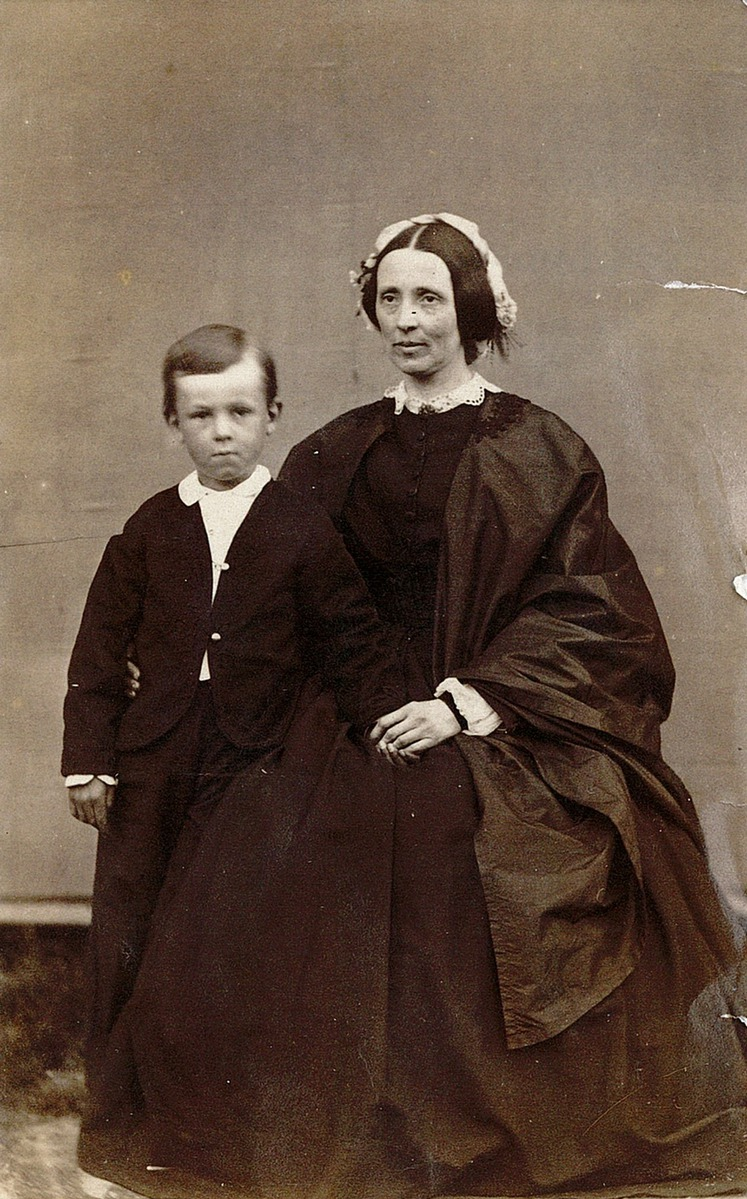
Birger Hall som barn tillsammans med sin mor.

Birger Anneus Hall, född den 10 september 1858 i Vefsen, Helgeland, död den 26 juli 1927, var en norsk präst. Han var bror till Anton Christian Hall och farbror till Pauline Hall. 
Hall blev 1902 tredjepräst vid Trefaldighetskyrkan i Kristiania, 1914 kyrkoherde i Ilens församling i Trondhjem. Han utvecklade en betydlig verksamhet som populär religiös författare och sjömanspräst och hans skrifter hörde till de på den norska uppbyggelselitteraturens område mest lästa.